# Ramón Castilla

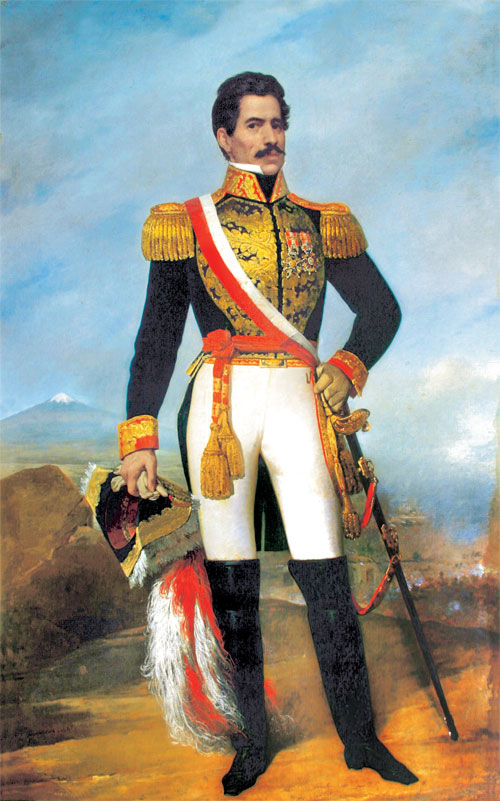
Ramón Castilla y Marquesado

Ramón Castilla y Marquesado (* 31. August 1797 in Tarapacá, damals ein Teil des Vizekönigreiches Peru; † 30. Mai 1867 in Tiliviche, Provinz Tarapacá) war ein peruanischer Militär und Politiker. Er war vier Mal Präsident von Peru. Er war an den Kämpfen für die Unabhängigkeit von Peru beteiligt. Während seiner Amtszeit als Präsident wurde die Sklaverei abgeschafft.

## Leben

### Herkunft und Militärlaufbahn
Ramón Castilla wuchs in der damals zu Peru gehörenden Region Tarapacá, ganz im Süden des Landes, auf. Er wurde als zweiter Sohn von Pedro Castilla, der spanisch-argentinische Wurzeln hatte, und dessen Ehefrau Juana Marquezado de Romero geboren. Die Vorfahren seiner Mutter gehörten den Aymara an.
Im Alter von 10 Jahren übersiedelte er nach Lima, wo er gemeinsam mit seinem älteren Bruder zur Schule ging. Seine Schulausbildung beendete er später in Concepción, in Chile; auch half er später zeitweise seinem Bruder beim Führen von dessen Handelsgeschäft. 1817 verpflichtete er sich als Soldat bei der spanischen Kolonialarmee in Peru, wo er im Unabhängigkeitskrieg Perus (1811–1824) zunächst auf Seiten der Spanier gegen die Unabhängigkeitstruppen kämpfte, die von dem argentinischen General José de San Martín entsandt worden waren. Castilla erreichte in der Spanischen Kolonialarmee den Rang eines Leutnants.
Castilla geriet in argentinisch-chilenische Kriegsgefangenschaft. Ihm gelang jedoch die Flucht aus einem Gefangenenlager in der Nähe von Buenos Aires. 1821 kehrte er nach Peru zurück. Nach seiner Desertion aus der spanischen Kolonialarmee bot er José de San Martín seine Dienste an, der ihn, ebenfalls im Rang eines Leutnants, in die im Entstehen begriffene peruanische Armee aufnahm. Als José de San Martín als Protektor Perus zurücktrat, wechselte Castilla auf die Seite von José de la Riva Agüero, der 1823 Präsident von Peru wurde. 1824 schloss Castilla sich der Unabhängigkeitsarmee von Simón Bolívar an. Er kämpfte in der entscheidenden Schlacht bei Ayacucho, die mit der Kapitulation der Spanier endete und Perus Weg in die Unabhängigkeit ebnete. 1825 wurde Castilla Gouverneur seiner Heimatprovinz Tarapacá. 1833 heiratete er Francisca Diez Canseco.

### Minister und Präsident
Von 1839 bis 1840 war er Kriegsminister unter Präsident Agustín Gamarra. Als Finanzminister unter Gamarra zeichnete er für den ersten finanziell erfolgreichen Export von Guano verantwortlich.
Nach dem Tod von Präsident Gamarra 1841 und den darauf folgenden anarchistischen Zuständen in Peru gewann Castilla an politischem Einfluss und Macht. Nach dem Tod von Domingo Nieto (1803–1844), dem Präsidenten Perus von 1843 bis 1844, wurde er am 17. Februar 1844 als Presidente de la Suprema Junta de Gobierno del Perú (Vorsitzender der obersten regierenden Junta Perus) erstmals Präsident von Peru. Seine Amtszeit hätte an sich bis zum 11. Dezember 1844 gedauert. Doch im Oktober 1844 setzte er Manuel Menéndez (1793–1847) als Präsidenten ein, um einen verfassungsgemäßigen Übergang zur Demokratie in Peru zu erreichen.
1845 gewann Castilla die Peruanischen Präsidentschaftswahlen. Im April 1845 wurde er als Presidente Constitucional de la República del Perú (Verfassungsmäßiger Präsident Perus) vereidigt. Seine zweite Amtsperiode dauerte vom 20. April 1845 bis zum 20. April 1851. Während seiner Amtszeit stieg der Export von Guano rasch an, insbesondere durch Verträge mit britischen Handelsgesellschaften. Außerdem wurden zu dieser Zeit Salpeter und Natriumnitrat als Bodenschätze in Peru entdeckt. Castilla initiierte Städtebau- und Wohnungsbauprojekte, er baute Schulen und verbesserte das Transportwesen. Unter seiner Präsidentschaft entstand die erste Eisenbahnstrecke zwischen Lima und Callao, was den Transport des Guano von seinen Produktionsstätten zum Hafen wesentlich erleichterte. Nach sechs Jahren Herrschaft wurde José Rufino Echenique (1808–1887) Castillas Nachfolger als Präsident von Peru. Im Jahre 1854 kam es, auf Betreiben Castillas, in Arequipa, der damals zweitgrößten Stadt Perus, zu Aufständen. Zahlreiche Liberale hatten Castilla gedrängt, gegen die Sklaverei in Peru vorzugehen.
Am 3. Dezember 1854 wurde in der in den Anden gelegenen Stadt Huancayo ein Gesetz zur Abschaffung der Sklaverei in Peru verabschiedet. Nachdem das Gesetz angenommen worden war, forderte Castilla Echenique in der Schlacht von La Palma (Batalla de La Palma) heraus und siegte am 5. Januar 1855 über Echenique. Castillas dritte Amtszeit, und seine zweite als vom Volk gewählter Präsident, dauerte vom 5. Januar 1855 bis zum 24. Oktober 1862, zunächst, vom 5. Januar 1855 bis zum 24. Oktober 1858, als Presidente Provisorio del Perú (Präsident ad interim), dann, ab Oktober 1858, wieder als Presidente Constitucional de la República del Perú. 1860 wurde unter Castillas Präsidentschaft eine neue peruanische Verfassung in Kraft gesetzt, die bis 1920 – und damit für lateinamerikanische Verhältnisse ungewöhnlich lange – in Kraft blieb.
Castillas bleibende Leistungen werden in Peru bis heute als „legado castillista“ (das „castillistische Vermächtnis“) bezeichnet. Zu den von ihm durchgesetzten Reformen gehören insbesondere die Abschaffung der Sklaverei und die Befreiung der indigenen Bevölkerung Perus von der Leibeigenschaft, die Schaffung einer neuen Verfassung, die Abschaffung der Todesstrafe, weiters die Einführung eines neuen Postsystems. Außerdem schaffte er die Kopfsteuer für Indios ab. Obwohl selbst ein Anhänger der Kirche, schaffte er den Kirchenzehnten ab und löste die kirchlichen Gerichtshöfe auf. Die Römisch-katholische Kirche setzte er mit der Verfassung von 1860 als Staatskirche ein.
1862 wurde Miguel de San Román (1802–1863) sein Nachfolger, der jedoch bereits im April 1863 verstarb. Castilla weigerte sich daraufhin, Pedro Diez Canseco (1815–1893), den zweiten Vize-Präsidenten Perus und seinen Schwager, als Präsidenten Perus anzuerkennen und forderte erneut die Präsidentschaft für sich. Vom 3. April 1863 bis zum 9. April 1863 war er für die Dauer einer Woche als Presidente Provisorio del Perú zum vierten und letzten Mal Präsident seines Landes. Diez Canseco folgte ihm als Interimspräsident (von April bis August 1863); dessen Nachfolger wurde Juan Antonio Pezet (1809–1879). 1864 verurteilte Castilla öffentlich die Außenpolitik Pezets; er kam daraufhin ins Gefängnis und wurde ins Exil nach Gibraltar verbannt. Nach seiner Rückkehr nach Peru wurde er auf Anweisung von Präsident Mariano Ignacio Prado nach Chile deportiert.
Anfang 1867 unternahm Castilla, mittlerweile fast 70 Jahre alt, noch einmal einen Versuch, an die Macht zu gelangen. Gemeinsam mit einer Gruppe von Gefolgsleuten landete er in Pisagua (Puerto de Tarapacá) und stieß bis in das Wüstengebiet um Tiviliche vor. Diese Überanstrengung endete für Castilla jedoch tödlich. Er starb am 30. Mai 1867 in Tiviliche, bei seinem Versuch, den Süden Perus zu erreichen.

## Ehrungen
Zahlreiche Siedlungen (unter anderem die Dörfer Ramón Castilla bei Banda de Shilcayo und Mariscal Castilla im Distrikt Picota), Plätze und Straßen in Peru sind Ramón Castilla zu Ehren „Mariscal Castilla“ oder – häufiger – „Mariscal Ramón Castilla“ benannt.